# Assassin’s Creed (videójáték)
Az Assassin’s Creed akció-kalandjáték, melyet a Ubisoft Montreal fejleszt és a Ubisoft jelentet meg. A játék alkotói: Patrice Désilets, Jade Raymond, és Corey May.
Az Assasin's Creed (Magyarul: Merénylők Hitvallása) egy openworld játék, amiben egy adott főhőssel kell legyőzni az ellenfeleket.  Valós történelmi helyszíneken és karaktereken alapuló fikció. Lehet benne vadászni, fejleszteni az eszközöket, lopakodni, küzdeni, és még sok mindent.
Több játékból fő és kiegészítő játékokból álló sorozat. A különböző játékoknak megvannak a sajátosságai.
Az alaptörténetben két titkos társaság küzd egymással. Vannak a Templomosok, ők képviselik az elnyomókat, akik uralkodnak az emberiségen és az Assasinok, akik a szabadságért küzdenek.

A játékban vannak olyan tárgyak, amiket az Éden darabjainak „pieces of eden” hívnak. Ezek az emberiség előtti ősi faj maradványai, amivel az Isu nevű lények felügyelni és irányítani tudták az emberiséget.
Az Isuk az ősi faj után, de Ádám és Éva előtt éltek a Földön. Az Isuk és az emberek békében éltek, az első Isu és ember hibridek Ádám és Éva immunisak voltak az Éden darabjai hatására. Ez az immunitás háborúhoz vezetett, aminek egy nagy napkitörés vetett véget, ami a Földön pusztítást hozott.
Az Isuk ezután kezdtek kihalni, az emberiség pedig virágzott.
Három Isu maradt csak életben Minerva Juno és Jupiter. Minerva és Jupiter meg akarta óvni az emberiséget a további napkitörésektől és ezért az Éden darabjainak segítségével védőpajzsot húzott fel az égboltra és egy Szemet „Eye” készítettek, ami segít az embereknek megérteni, hogyan védjék meg magukat és hogyan használják az Éden darabjait saját védelmükre.
Juno azonban fenyegetést látott az emberiségben, ezért Minerva és Jupiter elpusztították őt. Nem tudhatták, hogy Juno elrejtette tudatát, hogy felébredjen a Szem aktiválásakor.
Az Isuból csak emlékek maradványai maradtak a világ mitológiáiban és vallásaiban. Az Éden darabjai az idő múlásával elvesztek.
A Játék a modern időkben játszódik, ahol a Templomosok létrehoztak egy magánvállalatot, az Absergo Indusrtes-t. Ez a cég kifejlesztett egy Animus nevű készüléket. Ezzel a készülékkel az ember kapcsolatba tud lépni a genetikai kódja alapján az őseivel, és vissza menni a genetikai emlékein keresztül a múltba, és ott irányítani tudja az ősei cselekedeteit és felül tudja írni a múltat.
A templomosok, elrabolt Assasinokkal próbálják fellelni az Éden darabjait, hogy uralkodhassanak az emberiség felett.
A játék célja, hogy a főhőssel megakadályozd a Templomosok ténykedéseit.